# 森德伯格山
70°34′S 66°48′E / 70.567°S 66.800°E
森德伯格山（英語：Mount Sundberg）是南極洲的山峰，位於麥克羅伯特森地，屬於查爾斯王子山脈中阿拉米斯山脈的一部分，澳大利亞探險隊在1956年12月首次踏足該山峰。